# Hanno Hochmuth
Hanno Hochmuth (* 1977 in Ost-Berlin) ist ein deutscher Historiker.

## Leben
Hanno Hochmuth wuchs im Ost-Berliner Stadtteil Prenzlauer Berg auf. Sein Vater war der Literaturwissenschaftler und SED-Kulturfunktionär Arno Hochmuth. Von 1997 bis 2004 studierte Hochmuth Geschichtswissenschaften und Theaterwissenschaften an der Freien Universität Berlin, an der Humboldt-Universität zu Berlin sowie an der University of Minnesota in Minneapolis, USA. Zwischen 2005 und 2011 war Hochmuth als Wissenschaftlicher Mitarbeiter am Friedrich-Meinecke-Institut der Freien Universität Berlin tätig. Er war in dieser Zeit maßgeblich am Aufbau des Masterstudiengangs Public History an der Freien Universität Berlin beteiligt und unterrichtet seither regelmäßig Seminare zur Public History. 2011 wechselte Hochmuth an das Leibniz-Zentrum für Zeithistorische Forschung Potsdam (ZZF). 2013 und 2015 war Hochmuth Visiting Scholar an der University of North Carolina at Chapel Hill, USA und im Frühjahr 2021 Postdoctoral Researcher am Luxembourg Center for Contemporary and Digital History (C2DH) an der Universität Luxemburg.
Hochmuth hat mehrere Ausstellungen zur Geschichte Berlins kuratiert: im Jahr 2019 die Ausstellung „Ost-Berlin. Die halbe Hauptstadt“ im Ephraim-Palais der Stiftung Stadtmuseum Berlin (mit Jürgen Danyel); 2020 „Kiezgeschichten. 100 Jahre Friedrichshain und Kreuzberg“ im FHXB Friedrichshain Kreuzberg Museum (mit Dominik Juhnke und Johanna Niedbalski); 2020 „Der (T)Raum vom Fliegen“ am Flughafen Berlin-Brandenburg „Willy Brandt“ (BER) (mit Björn Weigel und Tilmann Siebeneichner).
Hochmuths Forschungsschwerpunkt bildet die Geschichte Berlins im 20. Jahrhundert. Weiterhin beschäftigt er sich intensiv mit Fragen der Public History und beteiligt sich regelmäßig an zeithistorischen Debatten.

## Schriften (Auswahl)
- Berlin. Das Rom der Zeitgeschichte. Berlin 2024, ISBN 978-3-96289-164-0.
- Kiezgeschichte. Friedrichshain und Kreuzberg im geteilten Berlin (= Geschichte der Gegenwart. Bd. 16). Göttingen 2017, ISBN 978-3-8353-3092-4; Englische Übersetzung: At the Edge of the Wall. Public and Private Spheres in Divided Berlin (= Contemporary European History. Bd. 26). New York 2021, ISBN 978-1-78920-874-0.
- mit Frank Bösch, Stefanie Eisenhuth und Irmgard Zündorf (Hrsg.): Public Historians. Zeithistorische Interventionen nach 1945, Göttingen 2021, ISBN 978-3-8353-5032-8.
- mit Martin Sabrow und Tilmann Siebeneichner (Hrsg.): Weimars Wirkung. Das Nachleben der ersten deutschen Republik (= Geschichte der Gegenwart. Bd. 23). Göttingen 2020, ISBN 978-3-8353-3781-7.
- mit Paul Nolte (Hrsg.): Stadtgeschichte als Zeitgeschichte. Berlin im 20. Jahrhundert. (= Geschichte der Gegenwart. Bd. 22). Göttingen 2019, ISBN 978-3-8353-3524-0.
- mit Stefanie Eisenhuth und Martin Sabrow: Zeithistorische Forschungen/Studies. In: Contemporary History. 11 (2014), Heft 2: West-Berlin.